# Enzo Plazzotta

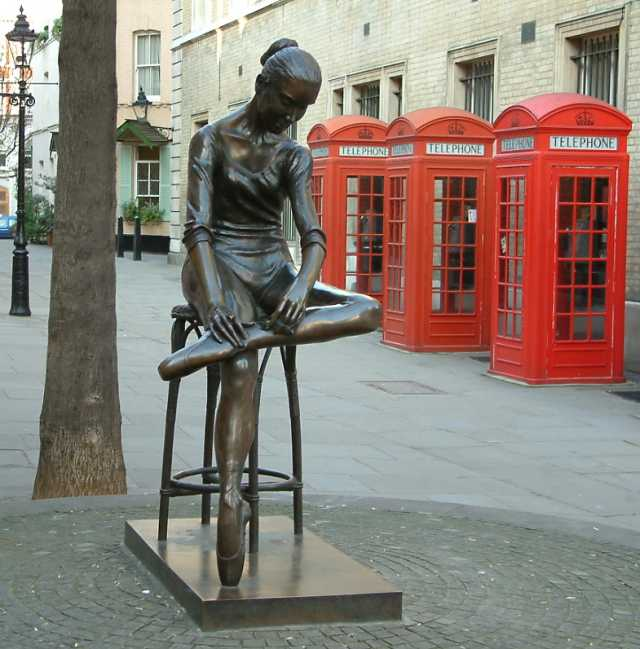
Giovane ballerina, bronzo di fronte alla Royal Opera House.

Enzo Plazzotta (nome completo Enzo Mario Plazzotta) (Mestre, 29 maggio 1921 – Londra, 12 ottobre 1981) è stato uno scultore italiano trasferitosi in Inghilterra.

## Biografia
Nato da una famiglia originaria di Treppo Carnico, nel 1927 si trasferì con la madre vedova a Gemonio.
Studiò inizialmente architettura e scultura all'università di Venezia, specializzandosi quindi in scultura all'Accademia di Brera a Milano, sotto la guida di Francesco Messina.
Lo scoppio della seconda guerra mondiale lo costrinse ad interrompere gli studi. Arruolato, partecipò con un reggimento di bersaglieri nelle campagne in Nordafrica e fu insignito della medaglia d'argento al valor militare. Tornato in Italia, dopo la caduta del regime fascista del 1943 si unì alla Resistenza sul Lago Maggiore. Divenne capo partigiano con il nome di Selva nella Brigata Cesare Battisti a Verbania, dove funse da collegamento con le forze alleate.

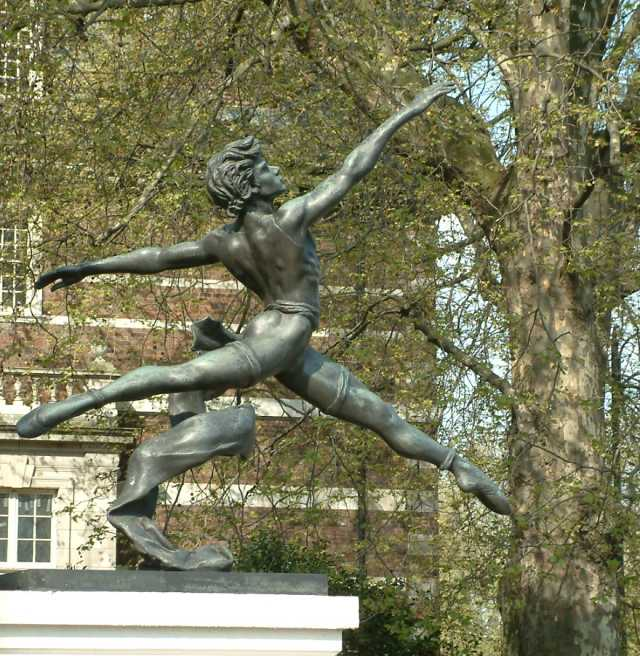
Jeté, un bronzo a Millbank, Westminster, Londra.

Dopo la guerra, tornò ai suoi studi a Brera, questa volta sotto l'egida di Giacomo Manzù..
Nel 1947 gli fu commissionato un monumento quale ringraziamento dell’Italia liberata ai reparti speciali inglesi. Dopo essersi recato si a Londra per presentare l'opera, decise di trasferirsi definitivamente in Inghilterra. Mantenne sempre i rapporti con l'Italia e nel 1967 aprì uno studio a Pietrasanta, in Toscana, dove si trovava una fonderia che utilizzò per le sue opere in bronzo.
È ricordato soprattutto per lo studio del movimento, in particolare delle forme umane, dei danzatori e dei cavalli. Molti ballerini frequentavano il suo studio e Plazzotta realizzò i bronzi di celebri danzatori quali Margot Fonteyn, Rudol'f Nureev, Nadia Nerina e Anthony Dowell. Fu molto apprezzato anche come ritrattista ed eseguì ritratti ad attori famosi come Peter Ustinov e Robert Powell.
Pur lavorando soprattutto il bronzo, fu artista versatile che utilizzò mezzi e materiali molto diversi, tra cui oro e argento, cera, argilla o marmo. Si cimentò anche nella stampa, producendo una serie di trentanove acqueforti di eccezionale valore.
Molte delle sue state adornano le strade di Londra o di località inglesi, ma ebbe successo anche altrove. Alcune sue opere si trovano in Australia, in Svizzera, in Vaticano. Sperimentò anche sculture di grandi dimensioni e molte sono esposte negli Stati Uniti: a Omaha in Nebraska, alla università di Stanford in California e alla Università Cattolica di Washington.

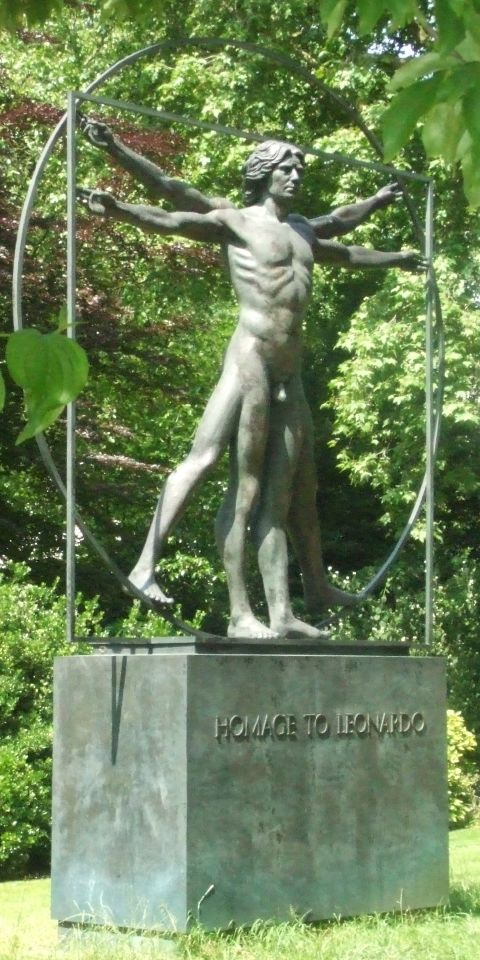
Scultura Omaggio a Leonardo (L'uomo vitruviano), 1981, Belgrave Square, Londra

Nel 1977 fu insignito del titolo onorifico di cavaliere ufficiale a riconoscimento dei servizi da lui resi all’arte italiana.
Il 12 ottobre 1981, all’età di sessant’anni, Plazzotta morì a Londra mentre stava portando a termine una grande scultura intitolata “Homage to Leonardo da Vinci. Vitruvian Man” (Omaggio a Leonardo da Vinci. L’uomo di Vitruvio). L'opera fu ultimata da un suo assistente e nel 1984 fu collocata nella piazza londinese di Belgrave Square.

## Opere
Le opere esposte al pubblico comprendono:
- Camargue Horses, Waterside Terrace, Barbican Centre, Londra
- The Crucifixion, giardini del College dell'Abbazia di Westminster[4]
- Homage to Leonardo, Belgrave Square, Londra
- Jeté (1975), Millbank (all'angolo tra i numeri 46-57), Westminster, Londra (ispirato dal danzatore britannico David Wall).
- The Hand of Christ, di fronte alla Biblioteca Dinand del College of the Holy Cross, Worcester, Massachusetts[5]
- The Helmet (1964), parco del priorato di Lewes; commissionato da sir Tufton Beamish [6]
- Two Brothers - Boys Town, Nebraska[7]
- Young Dancer, Royal Opera House,  Bow Street, Londra.